# Bolchoi Arena
Cet article possède un paronyme, voir Bolchoï.
Bolchoi Arena est une série de bande dessinée française de science-fiction scénarisée par Boulet et dessinée par Aseyn, publiée par Delcourt avec trois volumes sortis entre 2018 et 2022.
Fin 2020, Aseyn annonce que la série est prévue pour durer 5 tomes.

## Synopsis
Marje est une étudiante en astrophysique qui découvre par l'intermédiaire de son amie Dana le « Bolchoi » ; ce réseau de réalité virtuelle qui tend à remplacer Internet constitue une simulation précise de l'univers associée à un jeu de rôle en ligne massivement multijoueur. Tout d'abord poussée par son intérêt pour l'espace et ses recherches universitaires, la jeune fille rejoint bientôt d'autres joueurs, dont son petit-ami Colin et Carlos, concepteur de vaisseaux numériques, dans leur quête pour coloniser de nouvelles planètes et s'en approprier les ressources,,,,,.

## Genèse de l'œuvre
Boulet développe l'idée de Bolchoi Arena de son côté avant de proposer un storyboard d'une soixantaine de pages à Aseyn en 2014. Ce dernier commence à dessiner la série en octobre 2015.
En mars 2016, Boulet poste sur sa page Facebook des croquis du projet de la série, dont le premier tome est prévu chez Delcourt pour 2017. Aseyn finit le dessin début 2017 mais ne peut commencer la mise en couleur que début 2018. L'éditeur annonce finalement le premier tome pour le 19 septembre 2018, sortie précédée par une bande annonce mise en ligne le 11 septembre 2018. Pour Actua BD, ce premier volume « propose une passionnante et instructive immersion dans l'univers du jeu et de ses applications futures ».
Le deuxième tome sort le 22 janvier 2020. Pour Vincent Brunner des Inrocks, ce deuxième volume « propose son lot de combats spatiaux et d’images dépaysantes mais atteint, surtout, un second niveau de réflexion qui justifie les scènes d'action ».
Le troisième tome sort le 19 janvier 2022.
Les auteurs signent à l'origine un contrat de trois tomes avec Delcourt, mais indiquent avoir le désir et les idées pour prolonger la série au-delà,, l'univers du « Bolchoi », que Boulet compare au jeu Minecraft, étant déclinable à l'infini. En décembre 2020, Aseyn annonce via son compte Twitter que la série est finalement prévue pour durer 5 tomes.

## Thématiques et influences
La série utilise la technologie de la réalité augmentée en proposant par exemple des vidéos ou des planches de storyboard via le scan de certaines planches grâce à l'application de l'éditeur Delcourt,. Hadrien Chidiac du Parisien et Benoît Cassel de Planète BD relèvent l'intérêt croissant pour la réalité virtuelle de la fin des années 2010, en rapprochant Bolchoi Arena de la sortie du film Ready Player One et de la bande dessinée Alt-Life scénarisé par Thomas Cadène et dessiné par Joseph Falzon, tous deux en 2018,. Aseyn souligne cependant les différences de la série par rapport au film de Steven Spielberg, notamment l'antériorité du projet, imaginé par Boulet dès 2014, et le fait que le Bolchoi soit un véritable univers parallèle et non un jeu.
L'objectif de Boulet en abordant la série, plutôt que la thématique de la réalité virtuelle, est de trouver « comment mener une exploration spatiale sans les contraintes évidentes de cette exploration ». Il souhaite que cet univers « soit un mélange d'utopie et de dystopie : un monde avec beaucoup de progrès sociaux mais avec un prix à payer », notamment à travers la suppression des stéréotypes liés au sexe ou aux joueurs de jeux vidéo tout en évoquant le cyberharcèlement et la dépendance à Internet sans manichéisme. Le « Bolchoi », qui est donc une réplique virtuelle identique au monde réel, est inspiré du « Bolshoi », une simulation de l'univers créée par le superordinateur Pleiades de la Nasa dans les années 2010 et dont le terme russe signifie « grand ».
Plusieurs critiques ont relevé l'influence d'œuvres de science-fiction des années 1980 sur Bolchoi Arena, notamment de la bande dessinée japonaise. Pour Vincent Brunner des Inrocks, le dessinateur Aseyn, « déjà très à l'aise avec les avions il y a trois ans (Nungesser, scénarisé par Fred Bernard), donne autant d'éclat aux scènes intimistes qu'aux combats virtuels ou aux flottes de vaisseaux. Marchant dans les pas d'Otomo et de Mœbius, il permet à Bolchoi Arena d'être un récit d'aventures à la fois spectaculaire et stylé ». Marius Chapuis de Libération évoque également Otomo mais aussi Masamune Shirow dans sa manière de représenter un Paris futuriste et le goût « des foules denses et peuplées de tronches dans un espace compact ». Aseyn confirme cet intérêt pour le manga, évoquant par exemple le découpage rythmique d'Osamu Tezuka ou la série L'Atelier des sorciers, quoiqu'il soit survenu tardivement, bien après sa découverte des œuvres de Mœbius, Christophe Blain et Blutch. Boulet reconnaît l'influence directe du dessin animé Dan et Danny concernant la représentation des avatars des deux héroïnes.

## Albums
- 1. Caelum incognito, Delcourt,  (ISBN 978-2-7560-8074-1), 19 septembre 2018
Scénario : Boulet - Dessin et couleurs : Aseyn
- 2. La Somnambule, Delcourt,  (ISBN 978-2-413-01339-6), 22 janvier 2020
Scénario : Boulet - Dessin : Aseyn - Couleurs : Yoann Guillé
- 3. Révolutions, Delcourt,  (ISBN 978-2-413-03995-2), 19 janvier 2022
Scénario : Boulet - Dessin : Aseyn - Couleurs : Yoann Guillé

## Distinctions
Le tome 1, Caelum incognito, est nommé en sélection officielle du Festival d'Angoulême 2019. Le tome 2, La Somnambule, est nommé en sélection officielle du Festival d'Angoulême 2021.
Fin 2020, à l'occasion du festival BD à Bastia, l'exposition « La Fabrique des futurs » présente des planches originales de la série parmi d'autres bandes dessinées de science-fiction.